# 大梅多鎮區 (明尼蘇達州毛爾縣)
大梅多鎮區（英語：Grand Meadow Township）是位於美國明尼蘇達州毛爾縣的一個行政鎮區。

## 地方資料
大梅多鎮區的面積為92.42平方千米，皆為陸地。根據2020年美國人口普查的數據，當地共有人口337人，而人口密度為每平方千米3.65人。